# Кухоль пива
«Кухоль пива» (фр. Un bon bock) — німий короткометражний мультфільм режисера Еміля Рейно. Мультфільм складається з 700 рукою намальованих сцен і триває приблизно 15 хвилин.
Прем'єра відбулася в музеї Ґревін, Франція в 1892 році. Це один з перших анімаційних фільмів у світі, він вважається загубленим. Не збереглося жодної копії фільму. Мультфільм експонувався в оптичному театрі музею. Рейно демонстрував його власноруч маніпулюючи зображеннями.